# Liste der Naturdenkmale in Speyer
Die Liste der Naturdenkmale in Speyer nennt die im Stadtgebiet von Speyer ausgewiesenen Naturdenkmale (Stand 23. Mai 2024).

## Naturdenkmale
| Nr.         | Bezeichnung                                    | Lage                                                              | Beschreibung                                                                  | Bild                                    |
| ----------- | ---------------------------------------------- | ----------------------------------------------------------------- | ----------------------------------------------------------------------------- | --------------------------------------- |
| ND-7318-001 | Ginkgo Sparkasse                               | Armbruststraße, neben Nr. 4 Lage                                  | Ginkgo biloba                                                                 | Fotos hochladen                         |
| ND-7318-003 | Zwei Ginkgo Bahnhofstraße                      | Bahnhofstraße, hinter Nr. 102/104 und 106 Lage                    | Ginkgo biloba, zwei Bäume                                                     | Direkt Bild zu diesem Denkmal hochladen |
| ND-7318-004 | Ginkgo Villa Rosenstein                        | Landauer Straße, hinter Nr. 60 Lage                               | Ginkgo biloba                                                                 | Direkt Bild zu diesem Denkmal hochladen |
| ND-7318-009 | Eiche im Hof der Sparkasse                     | Willy-Brandt-Platz Lage                                           | Quercus sp.                                                                   | Direkt Bild zu diesem Denkmal hochladen |
| ND-7318-013 | Bergahorn im Domgarten                         | im Domgarten, nordöstlich des Domchors Lage                       | Acer platanoides                                                              | Direkt Bild zu diesem Denkmal hochladen |
| ND-7318-015 | Linde im Domhof                                | Große Himmelsgasse, hinter Nr. 6 Lage                             | Tilia tomentosa                                                               | mehr Fotos \| Fotos hochladen           |
| ND-7318-017 | Stechpalme Ludwigstraße 44                     | Ludwigstraße, vor Nr. 44 Lage                                     | Ilex aquifolium                                                               | Fotos hochladen                         |
| ND-7318-018 | Maulbeerbaum im Friedhof                       | Wormser Landstraße, auf dem Friedhof Lage                         | Morus sp.                                                                     | Direkt Bild zu diesem Denkmal hochladen |
| ND-7318-019 | Eiche Kussbrückchen                            | Wimphelingstraße, hinter Nr. 27 Lage                              | Quercus sp.                                                                   | Direkt Bild zu diesem Denkmal hochladen |
| ND-7318-021 | Platane im Hof der Sparkasse                   | Willy-Brandt-Platz Lage                                           | Platanus ×hispanica, 25 m hoch                                                | mehr Fotos \| Fotos hochladen           |
| ND-7318-023 | Blutbuche im Garten des Anwesens Burgstraße 11 | Burgstraße, bei Nr. 11 Lage                                       | Fagus sylvatica f. purpurea, um 1880 gepflanzt, Stammumfang 3,45 m, 22 m hoch | mehr Fotos \| Fotos hochladen           |
| ND-7318-024 | Birnbaum an der Rinkenberger Hecke             | nördlich des Rinkenbergerhofs; Flur An der Rinkenbergerhecke Lage | Pyrus communis, vor 1880 gepflanzt, Stammumfang 2,73 m, 16 m hoch             | mehr Fotos \| Fotos hochladen           |
|             | Linde im Anwesen St.-Markus-Straße 10          | St.-Markus-Straße, bei Nr. 10 Lage                                | Tilia sp., um 1940 gepflanzt, 17 m hoch                                       | Direkt Bild zu diesem Denkmal hochladen |